# Harry Somers
Harry Somers   (Toronto, 11 de setembre de 1925 - Toronto, 9 de març de 1999) va ser un dels compositors canadencs contemporanis més influents i innovadors del segle passat.
Somers, que posseïa una actitud carismàtica i una aparença força descomunal i un talent genuí per al seu art, va obtenir el títol no oficial de "Darling of Canadian Composition". Artista veritablement patriòtic, Somers va participar durant molts anys en molts projectes nacionals al llarg de la seva vida. Va ser membre fundador de la Lliga Canadenca de Compositors (CLC) i, com a tal, va participar en la formació d'altres organitzacions musicals canadenques, incloent el "Canadian Council for the Arts" i el "Canadian Music Center". Freqüentment rebia encàrrecs de la "Canadian Broadcasting Corporation" i del "Canadian Council for the Arts".

## Biografia
Adolescència
Somers va néixer a Toronto, Ontario, Canadà. A diferència de la majoria de compositors, Somers no es va involucrar en l'estudi musical formal fins que va arribar a la adolescència el 1939, quan va conèixer un metge i la seva dona també docotra, i van aconseguir pianistes aficionats i el van introduir a la música clàssica. Quan va descriure aquesta primera trobada anys després, Somers va afirmar que "es va encendre una espurna i em vaig obsessionar amb la música. Gairebé des d'aquest instant vaig saber que la música seria la meva vida, per bé o per mal".

## Educació musical
Somers, de 14 anys, va començar el seu intens estudi de piano gairebé immediatament després d'aquesta primera exposició sota la tutela de Dorothy Hornfelt, la professora de piano del barri. Després de dos curts anys d'estudi amb ella, va poder aprovar l'examen de grau VIII del Conservatori de Toronto.
El 1942, Somers va començar a estudiar amb Reginald Godden al conservatori, amb qui va romandre fins al 1943. Va ser Godden qui va reconèixer el talent de Somers per a la composició i el va dirigir a seguir estudis formals amb John Weinzweig. Els mètodes avantguardistes de composició de Weinzweig s'adaptaven a l'estil innovador de Somers. Va ser Weinzweig qui va crear un programa d'estudi d'harmonia tradicional per al jove compositor, a més d'introduir-lo en tècniques de 12 tons. (Schoenberg havia aplicat lliçons estrictament similars d'harmonia tradicional als seus propis alumnes, fins i tot mentre els animava a explorar la dodecafonía.) Somers va romandre sota la instrucció de Weinzweig fins al 1949.
Somers va prendre un breu any sabàtic dels seus estudis el 1943 per servir amb les Forces Armades Reials del Canadà a la Segona Guerra Mundial. Després de la Segona Guerra Mundial, Somers va tornar al Conservatori Reial per continuar els seus estudis amb Weinzweig - culminant amb una suite per a orquestra de corda - North Country (1948) - i un nou professor de piano, Weldon Kilburn. Durant aquest temps, Somers escrivia i interpretava les seves pròpies obres i tenia tota la intenció de ser pianista clàssic i compositor. Somers va completar els seus estudis al conservatori el 1948 i després va passar l'estiu a San Francisco estudiant piano amb E. Robert Schmitz. La seva obra va formar part de l'esdeveniment musical del concurs d'art dels Jocs Olímpics d'estiu de 1948.
Tot i el seu gran talent i promesa com a pianista clàssic, el 1949, Somers havia decidit deixar els seus estudis de piano i canalitzar els seus esforços únicament cap a la composició. Va ser també el 1949 quan li van concedir una beca de l'Associació canadenca d'hoquei amateur de 2.000 dòlars que li va permetre passar l'any a París estudiant composició amb Darius Milhaud. Va ser allà on Somers va escoltar la música de Pierre Boulez i Olivier Messiaen. Aquests compositors influirien en la seva música posterior.

## Anys 1950 i 1960
Després del seu any amb Darius Milhaud, Somers va dedicar la dècada de 1950 a la composició. Mentre componia prolíficament, encara no va poder mantenir-se econòmicament i, en canvi, va obtenir els seus ingressos com a copista musical. Tot i això, aquesta ocupació no va ser exempta de beneficis per a Somers; això li va permetre desenvolupar la verge i minuciosa caligrafía que els seus manuscrits van tenir fama durant els darrers anys de la seva carrera.
Somers també es va prendre el temps durant la dècada de 1950 per convertir-se en un guitarrista molt experimentat i va utilitzar l'habilitat com una altra manera de guanyar diners. La dècada de 1960 va demostrar ser una dècada fonamental en la carrera de Somers. Es va involucrar més en diversos aspectes de l'escena musical canadenca i la seva carrera com a compositor finalment va arrencar. Tot i que abans d'aquest moment de la seva carrera havia lluitat per guanyar-se la vida amb les seves composicions, aquesta va ser la dècada en què Somers ja no necessitava ocupar un lloc permanent en cap establiment i, en canvi, va poder viure sol dels seus encàrrecs.
Va començar la dècada tornant a París per obtenir més estudis de composició, gràcies a una beca del "Canada Council for the Arts". Estant allí, es va concentrar en el cant gregorià, en particular el seu renaixement en l'abadia de Solesmes.
Quan va tornar al Canadà, Somers es va interessar per com els joves estaven exposats i educats sobre la música canadenca. Va intentar millorar la seva educació mitjançant diversos mètodes diferents. El 1963, es va convertir en membre del Projecte John Adaskin, que era una iniciativa escolar que implicava l'ensenyament i la interpretació de la música canadenca a les escoles. També el 1963, Somers va començar la seva carrera a temps parcial a la "Canadian Broadcasting Corporation" organitzant concerts televisius per a joves.
El 1963 també va donar tristesa a la vida de Somers quan va morir la seva primera esposa, Catherine Mackie. El 1965, Somers va començar a acollir la sèrie de ràdio de la cadena CBC, 'Music of Today", i la va continuar fins al 1969. També es va convertir en el consultor especial de la "North York School" de Toronto des del 1968 fins al 1999. El 1967 es va tornar a casar amb l'actriu canadenca Barbara Chilcott. Aquest va ser també l'any en què va produir la seva obra més coneguda, l'òpera Louis Riel, encarregada per a les celebracions de l'Any Centenari del Canadà.
Somers va acabar la dècada tal com la va començar ell; estudiant composició a Europa. El 1969 va rebre una subvenció de 18.000 dòlars de l'Institut Cultural Canadenc de Roma. Hi va passar dos anys, durant els quals va escriure les seves famoses obres per a veu: Voiceplay i Kyrie.

## Anys setanta i vuitanta
Si la dècada de 1960 va ser la dècada en què Somers es va demostrar com a compositor, els anys setanta van ser els anys en què la resta del Canadà el va honrar per aquest èxit. El 1971, després de tornar al Canadà de la seva obra a Roma, Somers va ser nomenat Company de l'Ordre del Canadà, a causa del seu reconeixement nacional i internacional com a compositor. Li van concedir tres doctorats honoris causa; un de la Universitat d'Ottawa (1975), un de la Universitat de York (1975) i un de la Universitat de Toronto (1976).
El 1977, Somers va fer una visita a l'URSS. Mentre era allà, va escoltar moltes de les seves peces interpretades, va donar conferències sobre composició contemporània canadenca i va parlar amb altres compositors contemporanis. Durant la dècada de 1980, Somers es va mantenir molt ocupat, rebent nombrosos encàrrecs per a nombrosos esdeveniments i organitzacions musicals nacionals, incloent el Concurs Internacional de Quartets de Corda Banff, el Festival de Primavera de Guelph, el Concurs S.C. Eckhardt-Gramatté i la Canadian Opera Company.

## Anys 90
Quan va arribar als anys noranta, Somers havia consolidat indiscutiblement la seva reputació com un dels més grans compositors que mai havia produït el Canadà. Com a tal, se li va permetre ser més selectiu de qui va escollir per compondre en la seva vellesa i va mostrar preferència pels seus artistes favorits. Malgrat la seva edat, Somers encara es va mantenir actiu dins de les comunitats musicals canadenques i internacionals, pronunciant el discurs d'obertura a la "Alberta Music Conference" el 1993, escrivint una peça coral per al 50è aniversari de les Nacions Unides el 1995 i servint com a escriptor residència del primer "Word and Music Festival" celebrat a la Universitat de Windsor el 1997.
Canadà el va honrar el 1995 amb concerts tributaris donats per la Universitat d'Ottawa i el National Arts Center pel seu 70è aniversari. Somers va morir el 9 de març de 1999 a Toronto, Ontario.